# Selección de korfbal de Gran Bretaña
La selección de korfbal de Gran Bretaña está dirigido por la Asociación Británica de Korfball (BKA), que representa a Gran Bretaña en las competiciones internacionales de korfbal. En 2007 se dividió en 3 equipos nacionales: Inglaterra, Gales y Escocia, que compiten en todas las competiciones internacionales excepto los Juegos Mundiales, donde compiten como un equipo de korfball unificado de Gran Bretaña e Irlanda del Norte . Un equipo unificado de Irlanda está representado por separado.

## Participaciones

### Campeonato Mundial
| Año  | Sede         | Pos.              |
| ---- | ------------ | ----------------- |
| 1978 | Países Bajos | 4°                |
| 1984 | Bélgica      | 4°                |
| 1987 | Países Bajos | Medalla de bronce |
| 1991 | Bélgica      | 5°                |
| 1995 | India        | 8°                |
| 1999 | Australia    | Medalla de bronce |
| 2003 | Países Bajos | 5°                |

### Juegos Mundiales
| Año  | Sede         | Pos. |
| ---- | ------------ | ---- |
| 1985 | Inglaterra   | 4°   |
| 1989 | Alemania     | 5°   |
| 1993 | Países Bajos | 6°   |
| 2001 | Japón        | 5°   |
| 2005 | Alemania     | 6°   |
| 2009 | Taiwán       | 7°   |
| 2013 | Colombia     | 5°   |
| 2017 | Polonia      | 7°   |

### Campeonato Europeo
| Año  | Sede     | Pos. |
| ---- | -------- | ---- |
| 1998 | Portugal | 5°   |
| 2002 | España   | 5°   |
| 2006 | Hungría  | 5°   |

- Desde 2007 se divide en 3: selección de korfbal de Inglaterra, selección de korfbal de Gales y la selección de korfbal de Escocia.